# Vickers Venom
Vickers Type 279 Venom là một loại máy bay tiêm kích của Anh trong thập niên 1930. Chỉ có 1 mẫu thử được chế tạo.

## Tính năng kỹ chiến thuật
Dữ liệu lấy từ Vickers Aircraft since 1908
Đặc điểm tổng quát
- Kíp lái: 1
- Chiều dài: 24 ft 2 in (7.48 m)
- Sải cánh: 32 ft 9 in (9.98 m)
- Chiều cao: 10 ft 9 in (3.00 m)
- Diện tích cánh: 146 ft2 (13.56 m2)
- Trọng lượng có tải: 4.156 lb (1.885 kg)
- Động cơ: 1 × Bristol Aquila AE-3S, 625 hp (466 kW)

Hiệu suất bay
- Vận tốc cực đại: trên độ cao 16.500 ft (5.030 m) 312 mph (502 km/h)
- Trần bay: 32.000 ft (9.760 m)
- Vận tốc lên cao: 3.000 ft/min (15,2 m/s)

Vũ khí trang bị
- 8× súng máy Browning 0.303 in (7,7 mm)